# بلدة (تقسيم إداري تركي)
بلدة (بالتركية: Belde أو Kasaba نقحرة: بلدة أو كاسابا)‏ هو مصطلح يُستخدم في تركيا ويشير إلى القرى الكبيرة التي لها بلدية.
تحتوي جميع مراكز المحافظات والمديريات التركية على بلديات، ولكن القرى (وأيضا النواحي المسماة بوجاك) عادة ما تكون صغيرة جدا بحيث لا تحتوي على بلديات. لذا قد يتم إنشاء بلدية صغيرة في القرى التي يزيد عدد سكانها عن ألفي نسمة حسبَ اختيار السكان، وتسمى هذه القرى بلدات. حتى عام 2014، كان عدد بلديات القرى في تركيا حوالي 1400 بلدية. إلا أنه في 30 مارس عام 2014، وبموجب القانون رقم 6360، أدرجت جميع القرى (تلك التي لديها بلدية وبدونها) في النسيج الحضري لبلديات المحافظات في ثلاثين محافظة. وهكذا أُلغيت بلديات القرى في تلك المحافظات، وبلغ عدد بلديات القرى الملغاة 1040 بلدية. ومع ذلك في الوقت الحاضر، لا تزال هناك 394 بلدية في مختلف القرى الواقعة في 51 محافظة خارج نطاق القانون رقم 6360.